# Alwin Thurm
Alwin Thurm (ur. 10 kwietnia 1894 w Windhausen, zm. 31 grudnia 1917 w okolicach Asolo) – as myśliwski niemieckich sił lotniczych Luftstreitkräfte z 5 zwycięstwami w I wojnie światowej.
Służył w Jagdstaffel 24 pomiędzy 6 lipca a 4 sierpnia 1917 roku uzyskując swoje pierwsze zwycięstwo 27 lipca w okolicach Ostendy. W sierpniu został przeniesiony na front włoski do Jagdstaffel 31, gdzie odniósł kolejna cztery zwycięstwa. W czasie ataku na linię balonów obserwacyjnych Thurm został zaatakowany przez samoloty z 45 Eskadry RFC. Jego samolot stanął z płomieniach i spadł na tereny zajęte przez wroga grzebiąc pilota. Za pogromcę Thurma uważa się Australijczyka Raymonda Brownella i Anglika, kapitana Henry Moody'ego.